# Nieuw-Caledonië (gebiedsdeel)
Nieuw-Caledonië (Frans: Nouvelle-Calédonie) is een Frans overzees gebiedsdeel met een bijzondere status met een oppervlakte van 18.575 km². Het bestaat uit het hoofdeiland Grande Terre (dat evenwel ook Nieuw-Caledonië wordt genoemd), de Loyaliteitseilanden, waarvan Maré, Lifou en Ouvéa de belangrijkste zijn, de Chesterfield-eilanden (îles Chesterfield) en een aantal kleinere eilanden. De archipel ligt in de Stille Oceaan: ten oosten van Australië, ten zuiden van Vanuatu, ten westen van Fiji en ten noorden van Nieuw-Zeeland.
Het aantal inwoners bedraagt 290.009 (2020). De munteenheid is de CFP-frank. De bevolking bestaat voornamelijk uit Melanesiërs en Europeanen. Er zijn 25 vliegvelden in het gebied. Aircalin en Air Calédonie zijn de twee luchtvaartmaatschappijen.
Op 4 november 2018 gaf bij het Nieuw-Caledonisch Onafhankelijkheidsreferendum een meerderheid van de inwoners aan zich niet te willen afscheiden van Frankrijk.

## Geschiedenis
De eerste sporen van bewoning zijn van de Lapitacultuur, daterend rond 1500 v.Chr. 
Vóór de komst van Europeanen was de archipel uitsluitend bevolkt door Melanesiërs die verspreid leefden in clans. De meeste clans leefden geïsoleerd van elkaar, wat tot een veelheid van talen (28) heeft geleid. In 1774 viel James Cook - die toen nog steeds Terra Australis wilde vinden - als eerste Europeaan dit gebied binnen.
In 1853 werd het Frans bezit. Napoleon III annexeerde Nieuw-Caledonië in een poging om meer invloed te kunnen uitoefenen in de regio. Wat Australië reeds was voor de Engelsen, werd Nieuw-Caledonië voor de Fransen: een strafkolonie. Tussen 1864 en 1897 werden bijna 21.000 veroordeelden verscheept naar de andere kant van de wereld. Zo werd rond 1874 in het huidige Algerije tijdens een opstand van de Kabyle tegen de Franse overheersing ongeveer 2000 Algerijnen verbannen naar Nieuw-Caledonië. Anno 2019 schat men dat zo'n 15.000 inwoners van Algerijnse afkomst zijn (±5,5%). In de daaropvolgende periode werd het eiland getekend door revoltes van de oorspronkelijke bewoners, de Kanaken (Canaques). Ze namen het niet langer dat hun land werd gestolen en hun heilige plaatsen werden onteerd door de indringers. De kolonisatie kende een hoogtepunt in de 19e en 20e eeuw toen de Kanaken buiten de wet werden gesteld en gedwongen werden om in reservaten te wonen, die ze enkel konden verlaten met toestemming van de overheid.
Na de Tweede Wereldoorlog werd Nieuw-Caledonië een Frans Overzees Gebied. De oorspronkelijke bevolking kreeg meer rechten en werd zich daar ook politiek van bewust, wat leidde tot het ontstaan van een onafhankelijkheidsbeweging op het einde van de jaren 60. In de jaren 1980 kwam de onafhankelijkheidsbeweging ’Kanak’ op. Het keerpunt voor deze beweging was in 1984, het jaar van Les Evénements, een verwijzing naar een periode van chaos en onlusten. Met het Akkoord van Matignon van 26 juni 1988 is het op politiek gebied stabieler geworden en is de economie opnieuw in evenwicht gebracht. In de Nouméa-akkoorden van 1998 werden de richtlijnen vastgelegd voor een geleidelijke overdracht van de macht aan de Kanaken. Op 4 november 2018 is er tijdens een referendum voor gekozen deel te blijven uitmaken van Frankrijk. Inwoners die voor 1998 op een van de eilanden woonden, konden hun stem uitbrengen. In totaal stemde 56,4 procent tegen onafhankelijkheid. Zo'n 80% van de stemgerechtigde inwoners heeft toen een stem uitgebracht. Ook bij erop volgende referenda op 4 oktober 2020 en 15 december 2021 haalde het loyalistische kamp (Caldoches), dat tegen onafhankelijkheid is, een meerderheid. Dat laatste referendum werd geboycot door de Kanaken.
In 2024 stelde de Franse regering voor om de kieslijst met kiesgerechtigden uit te breiden zodat ook nieuwe bewoners van na 1998 stemrecht kregen. De oorspronkelijke Kanaken vonden dat daarmee hun wens tot onafhankelijkheid nog minder kans van slagen had. Het kwam in mei 2024 tot ongeregeldheden waarbij elf doden vielen en waardoor Frankrijk extra politie naar de eilanden stuurde.

## Bestuurlijke indeling
Nieuw-Caledonië is ingedeeld in drie provincies: Province Nord (het noordelijk deel van het hoofdeiland), Province Sud (het zuidelijk deel van het hoofdeiland) en Province des Îles. Deze drie provincies zijn verder onderverdeeld in 33 gemeenten.

## Natuur
Nieuw-Caledonië heeft een tropisch klimaat, daardoor is het heel het jaar door warm met een hoge vochtigheidsgraad.
- Gem. temperatuur jul/aug/sep 20 °C
- Gem. temperatuur jan/feb/mrt 24 °C

De skink Caesoris novaecaledoniae  komt endemisch voor in Nieuw-Caledonië.

## Bezienswaardigheden
- Duikgebied en werelderfgoed: Lagunes van Nieuw-Caledonië: rifdiversiteit en ecosystemen

## Economie

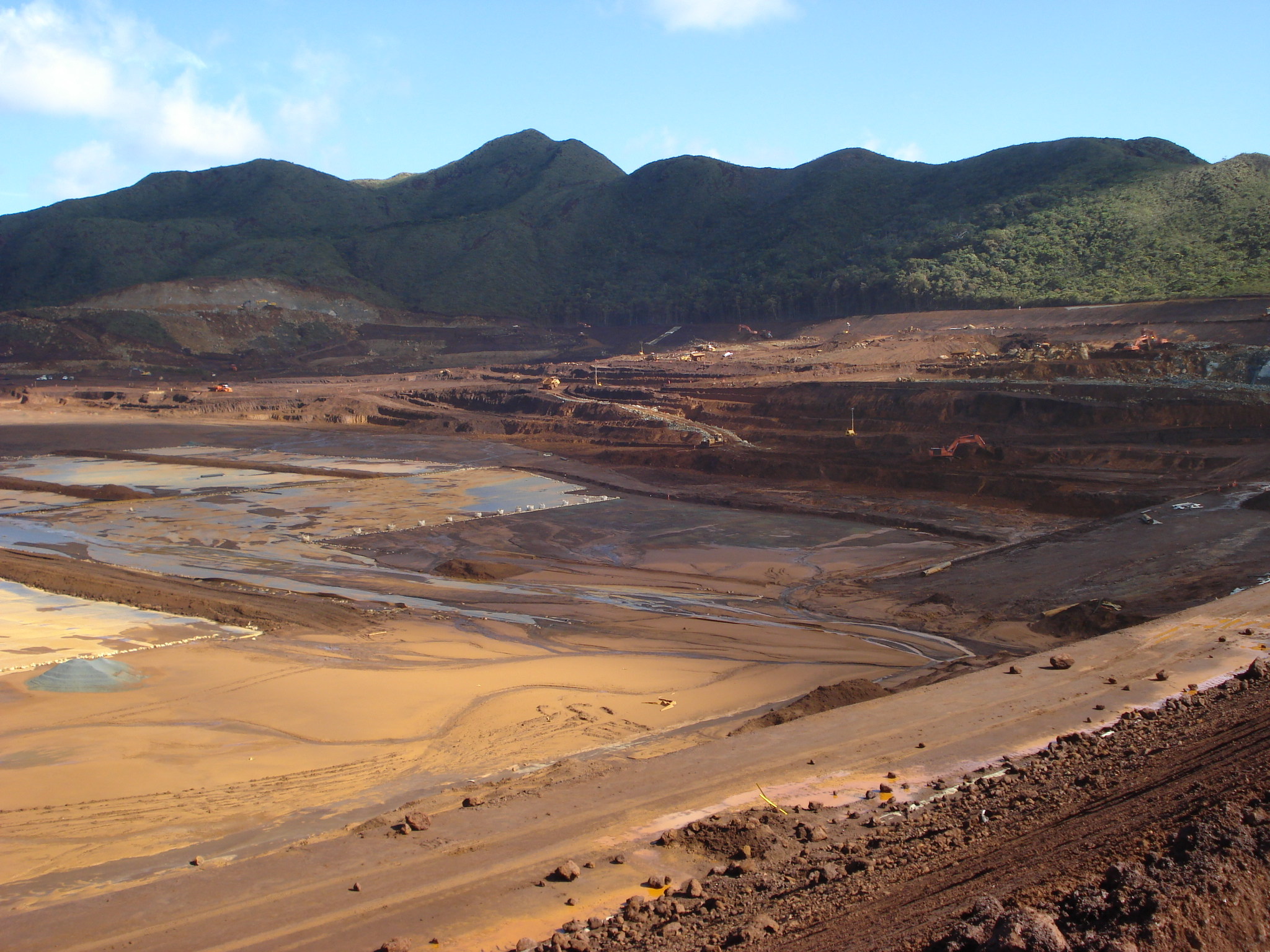
Goro-nikkelmijn

Op het hoofdeiland Nieuw-Caledonië liggen grote nikkelreserves. In 1864 werd op het eiland nikkel ontdekt door Jules Granier. Het erts ligt relatief ondiep en kan door middel van dagbouw worden gewonnen. In 1875 werd met de winning een start gemaakt. Het erts werd handmatig gewonnen en veel kleinschalige mijnbouwbedrijven waren actief. In 1879 werd de eerste nikkelsmelter op het eiland geopend. De productie steeg geleidelijk naar een piek van 80.000 ton nikkel in 1971. In 1981 was er zo’n 110 miljoen ton nikkelerts gemijnd, equivalent aan 2,5 miljoen ton nikkel. In hetzelfde jaar was de productie gehalveerd ten opzichte van 1971 door vraaguitval en de opkomst van andere nikkelproducenten in de regio. De productie en export van nikkel levert een belangrijke bijdrage aan de economie van het eiland en bijna alle buitenlandse valuta wordt verdiend met de nikkelexport. In 2011 werd zo’n 140.000 ton nikkel geproduceerd.